# أيل الهور
أيل الهور (الاسم العلمي: Blastocerus dichotomus) أكبر أيائل أمريكا الجنوبية. يعيش في الأهوار في وسط شرق وشمال شرق الأرجنتين، وسط غرب وجنوب البرازيل، جنوب شرق البيرو وشرق بوليفيا. أستأصل هذا النوع من الأوروغواي.

## صور

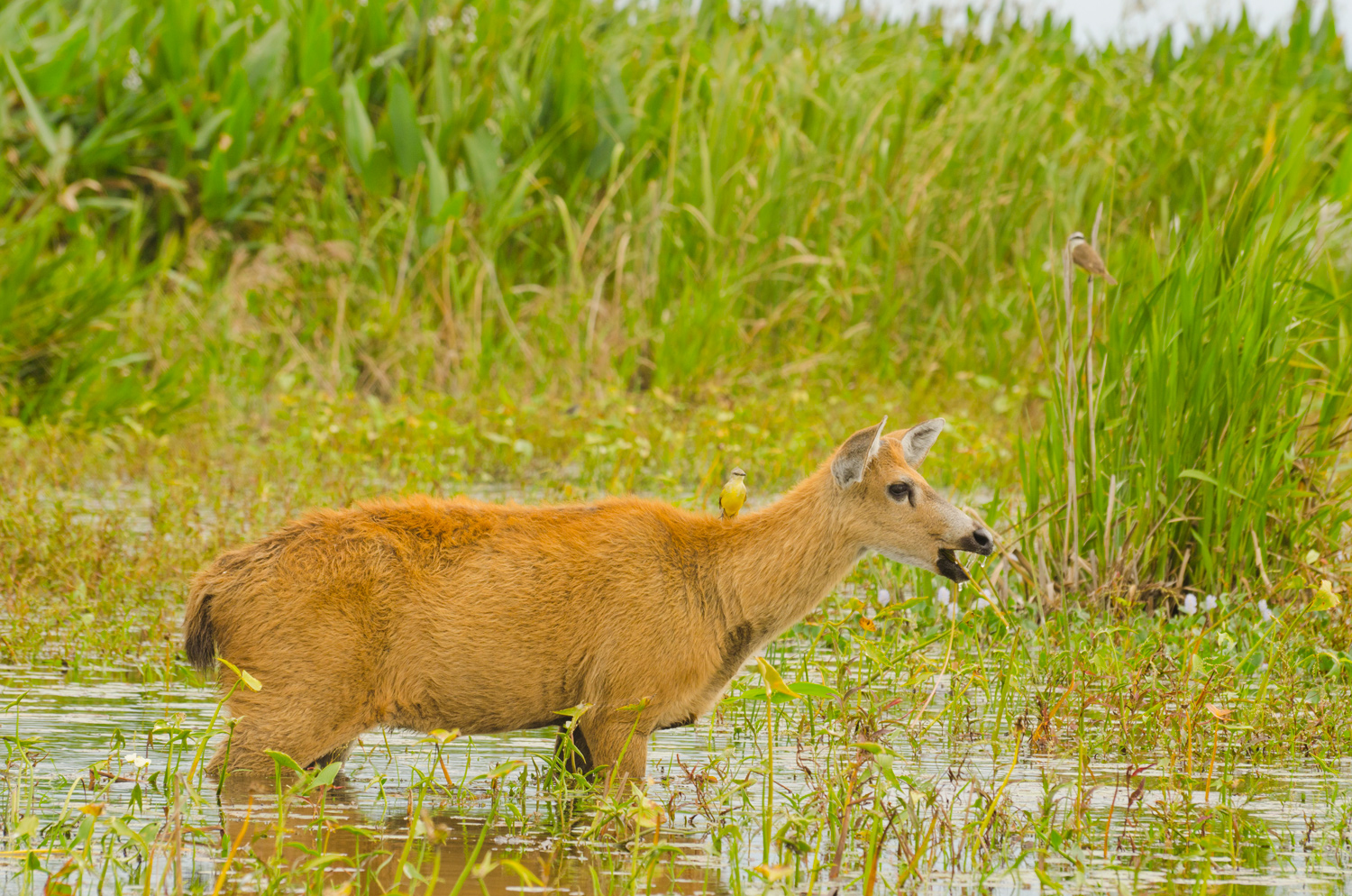
أنثى أيل الهور في إيبرا ويتلاندز، الأرجنتين.
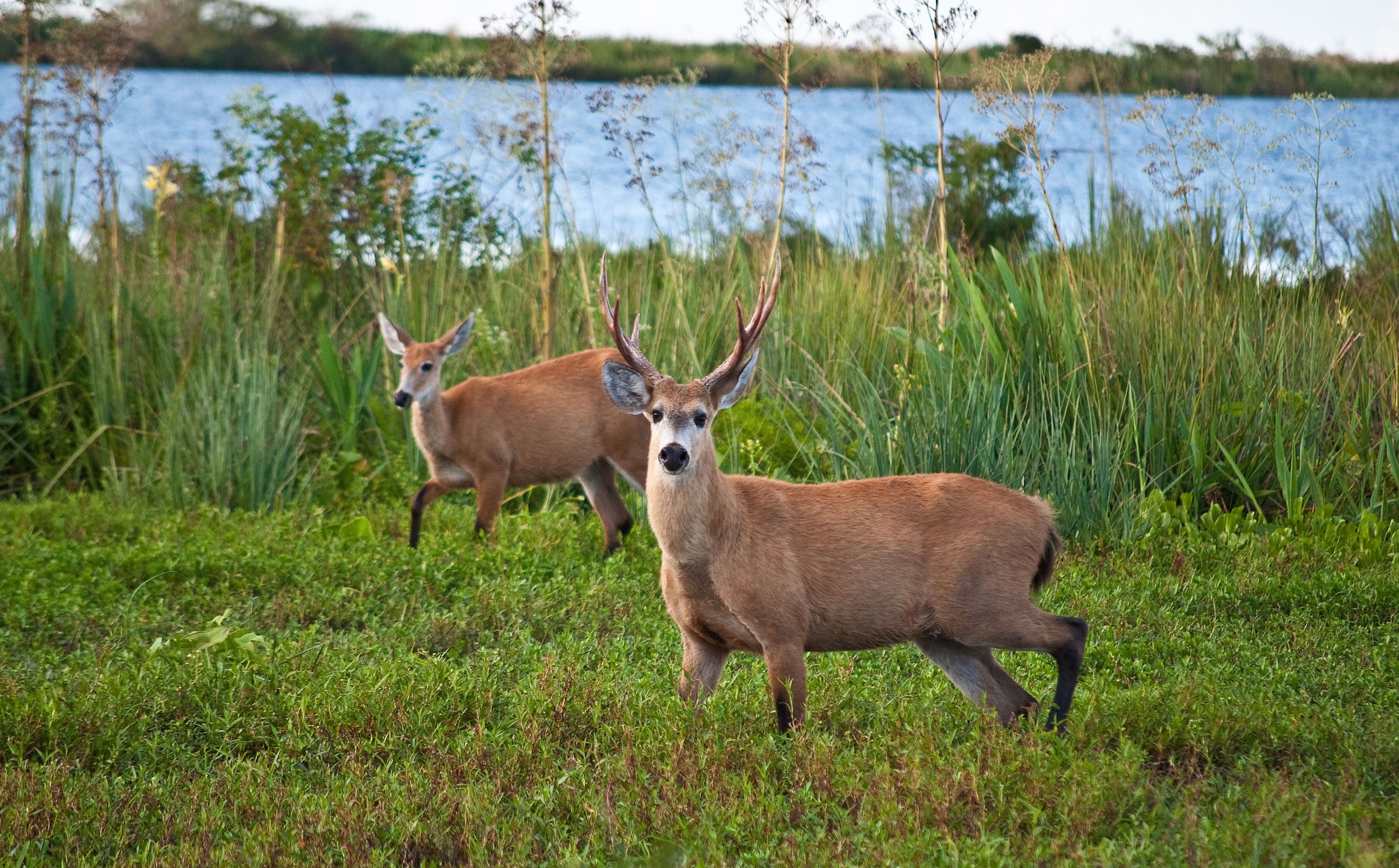
ذكر وأنثى أيل الهور في إيبرا ويتلاندز، الأرجنتين.

## اقرأ كذلك
- قائمة مزدوجات الأصابع حسب العدد